# HD124224
HD124224 — хімічно пекулярна зоря спектрального класу B9, що має видиму зоряну величину в смузі V приблизно  5,0.
Вона  розташована на відстані близько 262,0 світлових років від Сонця.

## Фізичні характеристики
Зоря HD124224 обертається 
досить швидко 
навколо своєї осі. Проєкція її екваторіальної швидкості на промінь зору становить  Vsin(i)=128км/сек.
Телескоп Гіппаркос зареєстрував фотометричну змінність  даної зорі з періодом    0,52 доби в межах від  Hmin= 5,00 до  Hmax= 4,92.

## Пекулярний хімічний склад
Зоряна атмосфера HD124224 має підвищений вміст 
Si
.

## Магнітне поле
Спектр даної зорі вказує на наявність магнітного поля у її зоряній атмосфері.
Напруженість повздовжної компоненти поля оціненої з аналізу
становить  571,7± 323,7 Гаус.